# Sphenocichla humei
Sphenocichla humei là một loài chim trong họ Timaliidae.